# Liste der Monuments historiques in Arnaville
Die Liste der Monuments historiques in Arnaville führt die Monuments historiques in der französischen Gemeinde Arnaville auf.

## Liste der Objekte
| Bezeichnung | Beschreibung                                                                                        | Standort                                                 | Kennzeichnung | Schutzstatus | Datum | Bild |
| ----------- | --------------------------------------------------------------------------------------------------- | -------------------------------------------------------- | ------------- | ------------ | ----- | ---- |
| Hauptaltar  | Altartisch, Tabernakel und Retabel; Holz, farbig gefasst und vergoldet, Anfang des 18. Jahrhunderts | in der Friedhofskapelle Notre-Dame-du-Mont-Carmel (Lage) | PM54000011    | Classé       | 1972  |      |